# Überwachungsaffäre der Deutschen Telekom
Die Überwachungsaffäre der Deutschen Telekom AG (in Anlehnung an die Watergate-Affäre auch Telekomgate) umfasst von der Telekom angeordnete Überwachungen von Aufsichtsräten, einem Vorstandsmitglied der Telekom, Angehörigen und Mitarbeitern von Betriebsräten als auch von Gewerkschaftsfunktionären und Journalisten.
Die Staatsanwaltschaft Bonn ermittelte gegen acht Beschuldigte, darunter ehemalige leitende Angestellte und Aufsichtsratsmitglieder der Deutschen Telekom AG wegen des Verdachts, das Post- und Fernmeldegeheimnis sowie das Bundesdatenschutzgesetz verletzt zu haben. Ansätze der Affäre wurden der größeren Öffentlichkeit ab Ende Mai 2008 durch einen Spiegel-Artikel bekannt, Es gab rund 60 Opfer der Überwachungen, unter anderem Ver.di-Chef Bsirske. Ziel der Überwachungen war es nach Angaben des damaligen Telekom-Vorstandschefs Kai-Uwe Ricke, undichte Stellen im Konzern zu ermitteln, die für die wiederholte Weitergabe vertraulicher Informationen verantwortlich waren.

## Hintergrund
Nachdem die Deutsche Telekom seit 1999 finanziell angeschlagen war, plante ihr damaliger Vorstand unter Kai-Uwe Ricke umfangreiche Entlassungen, die zunächst nur vertraulich im Vorstand und im Aufsichtsrat diskutiert wurden. Gleichzeitig gab es massive Konflikte zwischen verschiedenen Vorstandsmitgliedern, vor allem zwischen dem für die Festnetzsparte zuständigen Walter Raizner, dem für die Mobilfunksparte zuständigen René Obermann und dem für die Geschäftskundensparte zuständigen Lothar Pauly.
Solche und weitere vertrauliche Informationen wurden beispielsweise von dem Magazin Capital, der Wirtschaftszeitung Financial Times Deutschland, der Wirtschaftszeitung Wirtschaftswoche und dem Nachrichtenmagazin Der Spiegel veröffentlicht. Laut Ricke hatte die Telekom „Löcher wie ein Schweizer Käse“.
Infolgedessen ordnete der Vorstand unter dem Vorsitz von Ricke und der Aufsichtsrat unter dem Vorsitz von Klaus Zumwinkel Untersuchungen an, um das Leck aufzudecken. Die Untersuchungen, womit die Abteilung Konzernsicherheit beauftragt wurde, beinhalteten offenbar sowohl legale als auch illegale Aktivitäten. Zu den legalen Maßnahmen zählte die Versendung von Memos mit falschen Informationen an einzelne Vorstandsmitglieder um herauszufinden, ob diese Informationen in den Medien auftauchen würden. Außerdem wurden Vorstandsdokumente mit geheimen Codes versehen.

## Die Affäre
Zu den illegalen Untersuchungsmethoden, die den Beschuldigten vorgeworfen werden, zählen die Bespitzelung von Aufsichtsräten der Deutschen Telekom AG und deren Tochterfirma T-Mobile, eines Vorstandsmitglieds der Telekom, Angehörigen und Mitarbeitern von Betriebsräten, „aber auch dem Konzernbereich nicht zuzuordnende Dritte“, wie Ver.di-Funktionären oder Journalisten. Nach einem Anfang November 2008 veröffentlichten vorläufigen Zwischenbericht der Bonner Staatsanwaltschaft wurden mindestens 55 Menschen „in den Jahren 2005 und 2006 nach den heute vorliegenden Erkenntnissen“ ausgespäht. Die Ermittler vermuten, dass sich diese Zahl noch erhöhen wird. Die auf die Aufklärung und Prävention von Betriebs- und Wirtschaftskriminalität spezialisierte Unternehmensberatung Desa Investigation + Risk Protection wurde indirekt über die Firma Control Risks Deutschland GmbH mit der Bespitzelung beauftragt. In der Presse wurde berichtet, dass einige Opfer verdeckt gefilmt wurden.
Nach 2005 wurden hunderttausende Verbindungsdaten illegal beschafft und von der Firma Network Deutschland (Berlin) ausgewertet, um herauszufinden, welche Telekom-Mitarbeiter mit welchen Journalisten gesprochen hatten.
Die Süddeutsche Zeitung berichtete am 30. Mai 2008, dass die Bespitzelungen durch die Telekom deutlich weiter gegangen sein sollen als bislang bekannt. So sollen nicht nur Telefonverbindungen, sondern auch Bankdaten von Journalisten und Aufsichtsräten ausgespäht worden sein. Zudem sollen mit einer speziellen Software über das Mobilfunknetz Bewegungsprofile von einzelnen Personen erstellt worden sein.

### Mögliche Täter
Die Staatsanwaltschaft hatte Untersuchungen gegen acht Beschuldigte eingeleitet, darunter waren der ehemalige Aufsichtsratsvorsitzende Klaus Zumwinkel und der ehemalige Vorstandsvorsitzende Kai-Uwe Ricke. Ricke wies die Vorwürfe zurück: „Ich habe niemals illegale Aufträge erteilt und erst recht zu keinem Zeitpunkt angeordnet, Telefonverbindungsdaten auszuspähen.“
Laut Bericht der Financial Times Deutschland und dem Spiegel sagte der damalige Abteilungsleiter der Ermittlungsabteilung der Konzernsicherheit „KS 3“ Klaus Trzeschan bei einer konzerninternen Anhörung, dass ihm die Spitzelaufträge von Ricke und Zumwinkel erteilt worden seien.
Diese Aussage deckt sich mit Aussagen des damaligen Personalvorstands Heinz Klinkhammer, der indirekt ebenfalls Ricke und Zumwinkel beschuldigt hatte. Gegen beide laufen staatsanwaltschaftliche Ermittlungen.
Der Hauptangeklagte Trzeschan übernahm im Prozess die alleinige Verantwortung für das illegale Ausspionieren.
Unklar ist, wann die Bespitzelung begonnen hat. Laut Financial Times Deutschland soll sie bereits im Jahr 2000 unter Telekom-Chef Ron Sommer begonnen haben. Ron Sommer bestritt, über die Bespitzelung von Journalisten informiert gewesen zu sein.

### Aufdeckung der Affäre
Ursache für das Bekanntwerden der Affäre war, dass die von der Telekom beauftragte Detektei Network Deutschland unter der Führung von Ralf Kühn offenbar nicht vollständig bezahlt wurde und ihr Geld in Höhe von bis zu 650.000 Euro wollte. Sie drohte der Telekom in einem im April 2008 abgeschickten Fax, die Hauptversammlung der Telekom massiv zu stören und der Presse mitzuteilen, dass sie im Auftrag des Konzerns illegal Telefonate zwischen Aufsichtsräten und Journalisten abgeglichen habe. Laut „Handelsblatt“ hat die Telekom noch am 14. Mai 2008, dem Tag vor der Hauptversammlung, rund 174.000 Euro an Network gezahlt.
Die Affäre wurde zum Wochenende vom 24. Mai 2008 durch einen Spiegel-Artikel und eine Telekom-Pressekonferenz mit Teileingeständnissen über die Überwachung einer größeren Öffentlichkeit bekannt.

## Reaktion der Deutschen Telekom
René Obermann, seit 2006 Vorstandsvorsitzender der Telekom, versicherte, keine Kenntnis von der Bespitzelung gehabt zu haben. Er entließ im Sommer 2007 Telekom-Sicherheitschef Steininger und andere Mitarbeiter der Sicherheitsabteilung. Er informierte auch das Bundeskanzleramt, das Finanzministerium und schließlich die Staatsanwaltschaft, der die Telekom im Mai 2008 Akten übergab. Im Mai 2008 durchsuchte die Staatsanwaltschaft Büros der Telekom, darunter auch das Büro von Obermann.
Die Kölner Anwaltskanzlei Oppenhoff & Partner wurde Anfang Mai 2008 von der Telekom beauftragt, den Skandal intern zu untersuchen. Der Ex-Vizepräsident des Bundeskriminalamts, Reinhard Rupprecht, und der ehemalige Vorsitzende des Bundesgerichtshofs, Gerhard Schäfer, untersuchten den Fall ebenfalls im Auftrag der Telekom und erarbeiteten Empfehlungen zum verbesserten Umgang mit Daten.
Am 10. Februar 2010 veröffentlichte die Telekom ihren Untersuchungsbericht.

## Weitere Reaktionen
Der Innenausschuss des Deutschen Bundestages diskutierte am 4. Juni 2008 den Umgang mit der so genannten Telekom-Bespitzelungsaffäre.
Laut dem CDU-Bundestagsabgeordneten Steffen Kampeter hätte die Telekom-Spitzelaffäre das Land bei weitem stärker erschüttern können als die Spiegel-Affäre 1962.
DGB-Chef und Mitglied des Telekom-Aufsichtsrats Michael Sommer beklagte einen Bruch von Grundrechten – nicht nur bei der Telekom. „Ich habe den begründeten Verdacht, dass wir vor einem Abgrund in unserem Land stehen.“
Der Chaos Computer Club forderte als Reaktion auf die Vorgänge einen „wirksamen Schutz vor Datenverbrechen“ und nahm den Gesetzgeber in die Pflicht.
Am 24. Oktober 2008 wurde der Telekom dafür der Big Brother Award 2008 in der Kategorie Arbeitswelt und Kommunikation verliehen.

## Urteil
Das Landgericht Bonn verurteilte am 30. November 2010 Klaus Trzeschan wegen Betruges, Untreue und Verletzung des Fernmeldegeheimnisses zu einer Haftstrafe von dreieinhalb Jahren. Der Vorsitzende Richter, Klaus Reinhoff, deutete an, es seien womöglich nicht alle bestraft worden, die in der Affäre Verantwortung trugen. Ricke sei „es offensichtlich egal gewesen, mit welchen Methoden Trzeschan die Indiskretion im Konzern aufdecken wollte“. Der Bundesgerichtshof (BGH) bestätigte das Urteil im Oktober 2012. Anwälte der Spitzelopfer, darunter der frühere Bundesinnenminister Gerhart Baum, sagten, der Fall sei nur unzureichend aufgeklärt worden.
Die früheren Telekom-Vorstandsvorsitzenden Kai-Uwe Ricke und Klaus Zumwinkel einigten sich mit der Telekom auf Schadenersatzszahlungen von jeweils 600.000 Euro, nachdem die Telekom je 1.000.000 Euro gefordert hatte. Von der Vergleichssumme mussten Ricke und Zumwinkel 250.000 Euro aus eigener Tasche zahlen, den größeren Teil zahlte eine Haftpflichtversicherung für Manager.